# Eckerd Tennis Open 1979
L'Eckerd Tennis Open 1979 è stato un torneo di tennis giocato sul cemento. È stata la 7ª edizione del torneo, che fa parte del WTA Tour 1979. Si è giocato a Tampa negli Stati Uniti, dal 22 al 28 ottobre 1979.

## Campionesse

### Singolare
Evonne Goolagong Cawley ha battuto in finale  Virginia Wade con il punteggio di 6–0, 6–3

### Doppio
Virginia Ruzici /  Anne Smith hanno battuto in finale  Ilana Kloss /  Betty-Ann Stuart con il punteggio di 7–5, 4–6, 7–5